# De Christengemeenschap
De Christengemeenschap, beweging tot religieuze vernieuwing, is sinds 1922 een zelfstandig kerkgenootschap. Zij streeft naar vernieuwing van het christelijk religieus leven. 
In de tweede helft van de twintigste eeuw is dit kerkgenootschap vanuit Europa wereldwijd uitgegroeid, met gemeenten verspreid over alle continenten.

## Geschiedenis

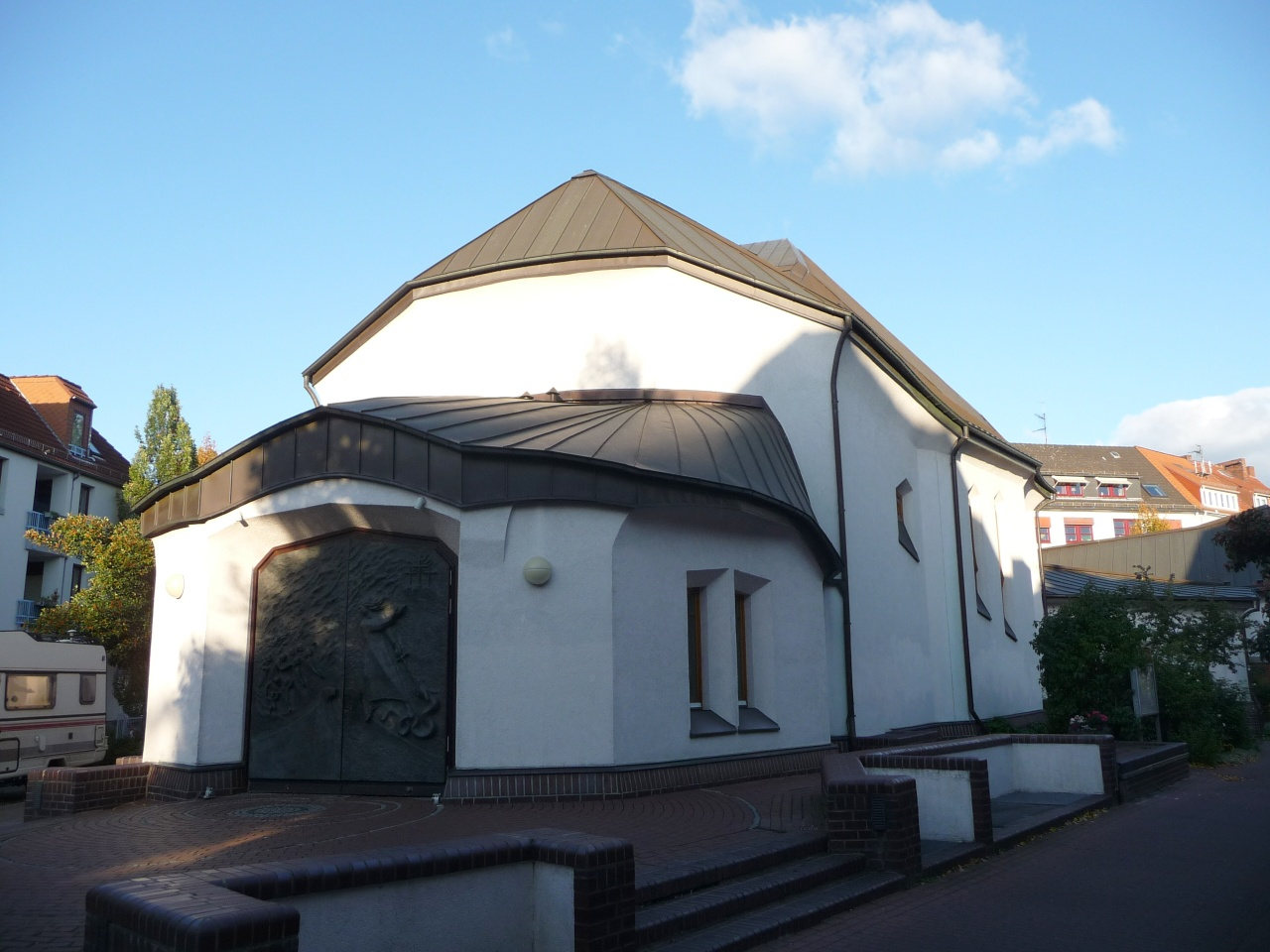
De Michaelkirche in Bremen-Ostertor

De Christengemeenschap is kort na de Eerste Wereldoorlog opgericht door hoofdzakelijk Duitse studenten theologie en filosofie, met het doel het christelijk godsdienstige leven te vernieuwen. Zij vroegen advies en hulp van Rudolf Steiner, die deze vanuit de antroposofie bood. Toen eerder hervormingsvoorstellen binnen de bestaande (voornamelijk lutherse) kerken afgewezen waren, stichtten zij onder leiding van de Duitse predikant Friedrich Rittelmeyer een christengemeenschap als zelfstandig kerkgenootschap. Hun groepering was intussen uitgegroeid tot 45, waarvan drie vrouwen. Onder hen waren theologen, kunstenaars, wetenschappers en leiders uit de jeugdbeweging. De eucharistie (dienst van brood en wijn) wordt in de Christengemeenschap "mensenwijdingsdienst" genoemd. De eerste mensenwijdingsdienst werd gehouden op 16 september 1922 in het Goetheanum te Dornach (Zwitserland).
Vanuit Dornach trokken de pas gewijde priesters uit om zelfstandige gemeenten te stichten in het Duitse taalgebied en later ook daarbuiten. De Christengemeenschap telt inmiddels wereldwijd een kleine 300 gemeenten. Er zijn internationale priesteropleidingen in Stuttgart, Hamburg en Toronto.
In Nederland is de eerste gemeente gesticht in Den Haag in 1926. Spoedig daarop volgden Amsterdam en Rotterdam. Momenteel zijn er in Nederland 16 gemeenten met ruim 1600 leden.
In België is de eerste gemeente gesticht in Antwerpen in 1986. Van daaruit worden nu ook verschillende andere vestigingen bediend. Het aantal leden bedraagt hier ruim honderd.

## Vernieuwing
Tot de belangrijkste vernieuwingen, die in De Christengemeenschap gerealiseerd zijn, behoren:
- Nieuwe ritualen voor de zeven sacramenten. De taal en de vorm van deze sacramenten is aangepast aan het hedendaags bewustzijn van de mens. Zij zijn bedoeld om te helpen de verbinding met Christus gedurende iemands hele leven te laten groeien en verdiepen. Als sacramenten worden onderscheiden:

▪ de Doop
▪ de Jeugdwijding
▪ de Biecht
▪ de Mensenwijdingsdienst
▪ de Huwelijkswijding
▪ de Stervenswijding
▪ de Priesterwijding
- De Christengemeenschap kent geloofs- en leervrijheid: iedereen is vrij om zich volgens eigen inzicht op deze spirituele inhouden te oriënteren. Er zijn geen verplicht aan te nemen geloofswaarheden of dogma’s voordat men lid kan worden of aan de sacramenten kan deelnemen.
- Voor de kinderen zijn er aparte diensten.
- In de zielzorg staat het eigen geweten centraal. Ieder kan persoonlijke hulp ontvangen om zijn leven in vrijheid en eigen verantwoordelijkheid te oriënteren op Christus.
- Het priesterschap is ook voor vrouwen en gehuwden toegankelijk.

## Oecumene van kerken
De Christengemeenschap is geen lid van de Wereldraad van Kerken (waarin de meeste niet-rooms-katholieke kerken zijn vertegenwoordigd) en onderhoudt geen relaties met de Rooms-Katholieke Kerk.
De Christengemeenschap erkent de doop van andere kerken.